# Toni Gojanović
Toni Gojanović (1982.) je hrvatski glumac.

## Filmografija

### Filmske uloge
- "Karaula" kao Siniša Siriščević (2006.)
- "Nije sve u lovi" kao klijent #2 (2013.)
- "Bezvrijedan nakit" kao Doug (2018.)
- "Šesti autobus" (2021.)

### Televizijske uloge
- "Uspjeh" kao Kiki (2019.)
- "Before We Die" kao Davor Mimica (2021.)

### Sinkronizacija
- "Ružno pače i ja" kao Grdi (2006.)
- "Znatiželjni George" kao Ted (2006.)
- "Ples malog pingvina" kao Mumble (2006.)
- "Garfield 2: Priča o dvije mačke" kao Boško Buha (2006.)

## Vanjske poveznice
- Toni Gojanović u internetskoj bazi filmova IMDb-u (engl.)